# Agua Puerca, Xilitla
Agua Puerca är en ort i Mexiko.   Den ligger i kommunen Xilitla och delstaten San Luis Potosí, i den centrala delen av landet, 220 km norr om huvudstaden Mexico City. Agua Puerca ligger 456 meter över havet och antalet invånare är 144.
Terrängen runt Agua Puerca är varierad. Runt Agua Puerca är det tätbefolkat, med 427 invånare per kvadratkilometer. Närmaste större samhälle är Villa Terrazas, 7,2 km nordost om Agua Puerca. I omgivningarna runt Agua Puerca växer huvudsakligen savannskog.